# Ortoq
Ortoq ibn Aksab oder türkisch Artuk Bey († 1091) war ab 1086 turkmenischer Statthalter des seldschukisch beherrschten Jerusalem. Die von ihm ausgehende Herrscherdynastie waren die Ortoqiden. Er gehörte dem turkmenischen Oghusenstamm Döğer an.
Er war Unterführer unter Tutusch I. († 1095). Als dessen Söhne Ridwan von Aleppo und Duqaq von Damaskus sich als unfähig erwiesen, in Jerusalem für Ordnung zu sorgen, ging Jerusalem an Ortoqs Söhne Sökmen († 1105) und Ilghazi († 1122) über.